# Eberhard Krug

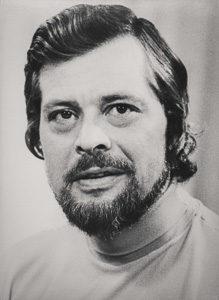
Eberhard Krug, ca. 1965

Eberhard Krug (* 16. April 1927 in Breslau; † 1978) war ein deutscher Schauspieler, der vor allem durch zahlreiche Hörspiel-Produktionen des Regisseurs Kurt Vethake bekannt ist.

## Leben
Nach dem Abitur besuchte Krug von 1948 bis 1950 die Schauspielakademie „Der Kreis“ bei Fritz Kirchhoff in Berlin. Ein erstes Engagement erhielt er 1950 am „Podium“ in Berlin. Es folgten Bühnenstationen am Landestheater Greifswald sowie am Nationaltheater Weimar.
In Film- und Fernsehproduktionen war Krug selten zu sehen. Er spielte eine der Hauptrollen im DEFA-Film Mazurka der Liebe, den Oberon in einer Fernsehinszenierung von William Shakespeares Sommernachtstraum sowie in Eugen Yorks Thriller Sechs Stunden Angst.
Einem breiten Publikum wurde Krug vor allem als Hörspielsprecher bekannt. In den 1970er-Jahren wirkte er in vielen Produktionen des Autors, Regisseurs und Produzenten Kurt Vethake mit. Hier übernahm er oft Hauptrollen in Adaptionen klassischer Werke wie den „Wilfrid of Ivanhoe“ in Walter Scotts gleichnamigem Roman, den „Lord Glenarvan“ in Die Kinder des Kapitäns Grant nach Jules Verne, den „Kapitän Nemo“ in Vernes 20000 Meilen unter dem Meer,  den „Wolf Larsen“ in Jack Londons Seewolf, die Titelrolle in Onkel Toms Hütte nach Harriett Beecher Stowe, den „Kapitän Ahab“ in Herman Melvilles Moby Dick, den „Athos“ in Alexandre Dumas’ Drei Musketieren sowie „Old Shatterhand“ bzw. „Kara Ben Nemsi“ in zahlreichen Hörspielfassungen von Romanen Karl Mays.
Eberhard Krug hatte eine Tochter und einen Sohn. Sein Sohn Manuel Eberhard Krug ist Fotograf in Berlin.

## Filmografie
- 1957: Mazurka der Liebe
- 1964:  Gewagtes Spiel, Gefahr für V.128
- 1964: Ein Sommernachtstraum OBERON
- 1964: Sechs Stunden Angst
- 1965: Mit Familienanschluss

## Hörspiele
- 1962: Jean-Paul Sartre: Nekrassow[2]
 Regie: Peter Arthur Stiller (Hörspiel – SR)
- 1968: Pippi in Taka-Tuka-Land
- 1971: Pinocchio
- 1971: Der Seewolf
- 1971: 20000 Meilen unter dem Meer
- 1972: Ali Baba und die vierzig Räuber, Buch und Regie: Kurt Vethake.
- 1972: Der letzte Mohikaner
- 1972: Sindbad der Seefahrer
- 1973: Ferien auf Saltkrokan
- 1973: Kalle Blomquist
- 1973: Moby Dick
- 1973: Die Meuterei auf der Bounty
- 1974: Die Kinder des Kapitäns Grant
- 1974: Onkel Toms Hütte
- 1974: Pole Poppenspäler
- 1974: Tom Sawyer
- 1974: Die geheimnisvolle Insel
- 1975: Karl May: Durchs wilde Kurdistan
- 1975: Karl May: In den Schluchten des Balkan
- 1975: Karl May: Winnetou (4 Hörspiele I-IV)
- 1976: Karl May: In den Kordilleren
- 1976: Karl May: Old Surehand I
- 1976: Karl May: Unter Geiern
- 1976: Karl May: Der Schatz im Silbersee
- 1976: Karl May: Im Reiche des silbernen Löwen
- 1976: Karl May: Halbblut
- 1976: Karl May: Das Vermächtnis des Inka
- 1976: Karl May: Die Sklavenkarawane
- 1976: Karl May: Die Pyramide des Sonnengottes
- 1976: Karl May: Trapper Geierschnabel
- 1976: Karl May: Die Juweleninsel
- 1976: Die drei Musketiere
- 1976: Familie Feuerstein, als „Fred Feuerstein“, mehrere Folgen
- 1976: Ivanhoe
- 1976: Yogi Bär, als „Yogi Bär“, mehrere Folgen
- 1976: Wolfdietrich Schnurre: Schnurren und Murren, als Vater

## Synchronrollen (Auswahl)
1957: Adriano Micantoni als Guido in Die schönen Mädchen von Florenz